# Leominster
Leominster egy 11 000 lakosú vásárváros az angliai Herefordshire grófságban. A Lugg folyó partján fekszik.

## Leírása
A történelmi feljegyzések szerint Leominster mellett zajlott 1052-ben a walesi herceg Gruffudd ap Llywelyn vezette csapatok valamint a normann és angolszász egyesített seregek között a llanllieni csata.
II. Henrik angol király 1121-ben egy apátságot alapított Leominsterben, melyet 1402-ben a walesiek feldúltak. Az apátság temploma ma is áll, a 12. századi bencés kolostornak azonban csak romjai láthatók.
Leominsterben tenyésztették ki a Ryeland juhfajtát, mely sokáig a város gyapjúiparának alapanyagát szolgáltatta.

## Nevezetességek
- Croft Castle - a 11. században épült kastély a Croft bárók tulajdona

## Közlekedés
A város megközelíthető autóval valamint vasúton Hereford és Ludlow felől.

## Külső hivatkozások
- Leominster város honlapja